# DRG Baureihe ET 165
Электросекция ET/EB 165 (Baureihe ET 165 — обозначение принятое DRG), более поздние обозначения: Baureihe 275/875 (по классификации DR), Baureihe 475/875 (по классификации DBAG), — пассажирский электропоезд системы постоянного тока 750 В с питанием от контактного рельса, использовавшийся с 1927 по 1997 год на линиях Городской железной дороги Берлина (S-Bahn Berlin).
Моторные вагоны электросекции (Triebwagen) носили обозначение ET 165(475), прицепные (Beiwagen) — EB 165(875).

## Тип ЭМ-165 (СССР)
В 1946—1947 годах на пригородных электрифицированных участках некоторых железных дорог СССР были введены в эксплуатацию полученные из Германии в порядке репараций электросекции ET 165, получившие в СССР обозначение ЭМ-165. После необходимого переоборудования на колею 1524 мм они использовались на участке Таллин — Пяэскюла ЭМ-165 (№ 401—408). На участке Киев — Боярка, также электрифицированном на постоянном токе 750В, эксплуатировались секции с моторными электровагонами серии ЭМ-165 (№ 413, 424, 439, 441—444, 446, 451, 456—459). В начале 1960-х годов электросекции этого типа были заменены электропоездами отечественного производства.